# إذاعة المملكة الأردنية الهاشمية
إذاعة المملكة الأردنية الهاشمية أو اختصارًا الإذاعة الأردنية كانت قد بدأت بثها عام 1948 من مدينة رام الله، وفي عام 1956 انشئت محطة اذاعة عمان في منطقة جبل الحسين، وفي صبيحة الأول من آذار عام 1959 افتتح الملك الحسين بن طلال مبنى الإذاعة الحالي في منطقة أم الحيران في العاصمة عمان.

## تاريخ الإذاعة
أنشأت أول إذاعة أردنية في 15 أيار (مايو) عام 1948 في مدينة رام الله، وكان اسمها إذاعة القدس، وبقيت تعرف بهذا الاسم حتى تاريخ الأول من أيلول (سبتمبر) 1948، حيث غُيّر اسمها إلى الإذاعة الأردنية الهاشمية من القدس. بعد توحيد الضفتين في 24 نيسان (أبريل) 1950 أصبح اسمها إذاعة المملكة الأردنية الهاشمية وكانت تبث برامجها لمدة ثلاثة عشر ساعة يومياً عبر جهاز إرسال قوته ((20 Kw على موجة متوسطة طولها (443) متر وظلت الإذاعة تعمل من مدينة رام الله وحدها حتى عام 1956.

### اذاعة عمان
افتتح الملك الحسين بن طلال محطة ثانية لإذاعة المملكة الأردنية الهاشمية بتاريخ الأول من تشرين الأول (أوكتوبر) 1956 في مبنى صغير في منطقة جبل الحسين بمدينة عمان، حيث كانت مدة البث ساعة واحدة في الصباح وساعتين في المساء.
وقد افتتحها الملك الحسين بن طلال بكلمة جاء فيها:
«أحييك من خلال صوتك الصريح وكلي أمل وثقة بأن يكون هذا المذياع منبرا حرا صادقا  يتحدث إليك عن تاريخ أمتك المجيد وحاضرها المستيقظ ومستقبلها السعيد وان هذا الصوت وهو صيحة الأردن الواضحة المبشرة بسياستك العربية الخالدة التي ما انفكت تهدف إلى الوحدة وتنادي بان العروبة هي صاحبة الحق في الدفاع عن أوطانها وصد كل اعتداء عن العالم العربي الكبير».

### اذاعة ام الحيران
وفي الأول من آذار 1959 افتتح الملك الحسين مبنى إذاعة المملكة الأردنية الهاشمية في موقعها الحالي في منطقة ام الحيران، وفي اليوم نفسه تم افتتاح محطة للإرسال في موقع مرج الحمام الشرقي حيث أصبح البث في المحطة الجديدة يبدأ من الساعة الخامسة والنصف صباحاً وينتهي في الواحدة والنصف من صبيحة اليوم التالي على الموجات المتوسطة والقصيرة.
كانت الإذاعة الأردنية مرتطبة إدارياً برئاسة التوجيه الوطني التابعة لرئاسة الوزراء، وعند تأسيس وزارة الاعلام 1964 م أصبحت الإذاعة إحدى الدوائر المستقلة المرتبطة بوزير الاعلام.
وفي عام 1985م صدر قانون مؤسسة الإذاعة والتلفزيون الذي تم بموجبه دمج الإذاعة والتلفزيون في مؤسسة واحد وسميت مؤسسة الإذاعة والتلفزيون الأردنية.
بدأت الإذاعة الأردنية بأربعة ستوديوهات ونتيجة التطور الذي انتهجته الإذاعة ارتفع عدد الاستوديوهات إلى سبعة عشر ستوديو منها ستوديو خصص للأعمال الدرامية والغناء، وتم إدخال نظام الميدياترون على جميع الأعمال الإذاعية

## الاستديوهات
- خمس استوديوهات للبث
- تسعة استوديوهات للتسجيل
- غرفة مراقبة الرئيسة
- وحدة مونتاج رقمية
- النقل الإذاعي الخارجي
- استوديوهات إربد (إذاعة إربد الكبرى)
- استوديو عدد 2.

## محطات الإرسال الرئيسية
- محطة إرسال عمان 1959م
- محطة إرسال عجلون 1980م
- محطة إرسال الحرانة 1988م
- محطة إرسال الشوبك 2000م
- محطة إرسال العقبة.
- محطة إرسال بيت رأس.
- محطات إرسال FM في مناطق المملكة المختلفة وعددها 10 مواقع.[1]

## الترددات الإذاعية fm
| الرقم | التردد    | الموجة | منطقة التغطية                      | ملاحظات        |
| 1     | 90 MHz    | FM     | عمّـــــــان                        |                |
| 2     | 90.9 MHz  | FM     | الطفيلـــــة                       |                |
| 3     | 95.4 MHz  | FM     | رأس النقب                          |                |
| 4     | 95.4 MHz  | FM     | اربد من الساعة 8:00 – 20:00        |                |
| 5     | 95.8 MHz  | FM     | شمال الأردن                        |                |
| 6     | 95.8 MHz  | FM     | الأغوار الوسطى                     |                |
| 7     | 100.6 MHz | FM     | البادية الشمالية                   |                |
| 8     | 104.5 MHz | FM     | الحدود العراقية                    |                |
| 9     | 100.6 MHz | FM     | الزرقـــــــــاء                   |                |
| 10    | 101.5 MHz | FM     | العقبـــــــة                      |                |
| 11    | 103.6 MHz | FM     | الكـــــــرك                       |                |
| 12    | 103.6 MHz | FM     | اربد + غربي محافظة المفرق          |                |
| 13    | 106.7 MHz | FM     | عمّان + وسط الأردن                  |                |
| 14    | 612 KHz   | متوسطة | جنوب الأردن                        |                |
| 15    | 801 KHz   | متوسطة | شمال الأردن من 7:00 – 10:00 صباحاً  |                |
| 16    | 1035 KHz  | متوسطة | شمال + وسط + جنوب الأردن حتى النقب |                |
| 17    | 11960 KHz | قصيرة  | شرق أوروبا + موسكو                 | 7:00 – 8:00 AM |
| 18    | 15290 KHz | قصيرة  | أوروبا الغربية                     | 14:00 – 14:30  |
| 19    | Internet  |        | www.jrtv.gov.jo                    |                |
| 20    | 12054 V   | فضائية | عربسات                             |                |